# Bergdunört
Bergdunört (Epilobium montanum) är en art i familjen dunörtsväxter. Den är hemmahörande i Europa och vidare till östra Asien. Den förekommer i hela Norden på frisk eller svagt fuktig jord vid häckar, snår, diken och klippväggar.
Blommorna är ljusrosa och ungefär 1 centimeter i diameter. Märket är 4-stråligt. Bergdunörten blommar från juni till september. De övervintrande skotten nederst på växten är gröna och örtartade. Växten kan bli upp till 40 centimeter hög.
Ett äldre svenskt namn är bergduntrav.